# Dworzec autobusowy w Wejherowie
Dworzec autobusowy w Wejherowie – dworzec autobusowy obsługujący ruch regionalny w powiecie wejherowskim, a także połączenia do ościennych powiatów i Trójmiasta.

## Lokalizacja
Dworzec zlokalizowany przy ulicy Kwiatowej 15 w Dzielnicy Zachodniej, w sąsiedztwie stacji kolejowej.

## Historia
Dworzec powstał w czasach PRL i obejmował obszar między stacją kolejową, ulicą Kwiatową, ulicą Spacerową i Placem Marszałka Józefa Piłsudskiego.
W 2012 roku ze względu na budowę supermarketu Netto obszar dworca zredukowano o połowę (teren placu manewrowego) od strony ulicy Spacerowej.
Budowa supermarketu wzbudziła wiele kontrowersji zarówno wśród władz miasta, których ani PKS Gdynia S.A., ani Starostwo Powiatowe w Wejherowie nie poinformowało o sprzedaży nieruchomości (co ze względu na wówczas planowaną budowę Węzła Integracyjnego Wejherowo (Kwiatowa) miało kluczowe znaczenie), jak i mieszkańców, którzy obawiali się wzmożonego ruchu na zatłoczonej ulicy Kwiatowej i braku możliwości wyjazdu ze swoich posesji.
W 2017 roku ze względu na budowę Węzła Integracyjnego Wejherowo (Kwiatowa) ponownie zmniejszono teren dworca od strony ulicy Kwiatowej. W miejscu tym powstał nowy chodnik i droga dla rowerów.

## Infrastruktura
Do dyspozycji podróżnych znajduje się budynek kas wraz z poczekalnią i 4 stanowiska odjazdowe. Bliżej Placu Marszałka Józefa Piłsudskiego, poza terenem dworca, zlokalizowany jest szalet.
Autobusy do dworca mają dostęp poprzez wjazd od strony ulicy Kwiatowej lub z ronda na Placu Marszałka Józefa Piłsudskiego.

## Godziny otwarcia
Dworzec jest czynny w dni powszednie (oprócz świąt) w godz. 6:15 – 18:15.

## Połączenia
Połączenia obsługiwane są poprzez autobusy PKS Gdynia S.A. na liniach:
658 – Puck – Darzlubie (- Mechowo) – Leśniewo – Domatowo – Wejherowo
663 – Wejherowo – Lisewo – Krokowa – Karwia – Ostrowo – Jastrzębia Góra – Władysławowo
664 – Wejherowo – Dąbrowa – Tyłowo – Jeldzino – Krokowa
665 – Wejherowo – Tyłowo – Krokowa – Odargowo – Dębki (- Białogóra)
670 – Wejherowo – Szemud – Donimierz – Łebno – Będargowo (- Przodkowo – Kartuzy)
671 – Sopieszyno – Ustarbowo – Gowino – Pętkowice – Wejherowo (- Gościcino – Bolszewo)
672 – (Wejherowo -) Szemud – Kamień – Kielno – Chwaszczyno – Gdańsk Osowa PKM
673 – (Wejherowo -) Szemud – Jeleńska Huta – Kowalewo (- Leśno – Kielno)
675 – Wejherowo – Gniewowo – Zbychowo – Nowy Dwór Wej. – Bieszkowice – Koleczkowo
676 – Wejherowo – Kębłowo – Luzino – Wyszecino – Tępcz (- Strzepcz – Głodnica)
677 – Wejherowo – Gowino – Częstkowo – Strzepcz – Linia – (Niepoczołowice -) Lębork
678 – Wejherowo – Gowino – Częstkowo – Strzepcz – Linia – Niepoczołowice (- Sierakowice)
689 – Wejherowo – Bolszewo – Rybno – Czymanowo – Nadole – Wierzchucino – Białogóra
690 – Rybno – Kniewo – Warszkowski Młyn – Warszkowo – Kniewo – Bolszewo (- Wejherowo)
691 – Wejherowo – Bolszewo – Rybno – Gniewino – Wierzchucino (- Białogóra)
692 – Wejherowo – Bolszewo – Kostkowo – Gniewino – Wierzchucino (- Białogóra)
694 – Wejherowo – Kniewo – Kostkowo – Mierzyno – Choczewo (- Sasino)
699 – Wejherowo – Kniewo – Kostkowo – Gniewino – Choczewo

## Galeria

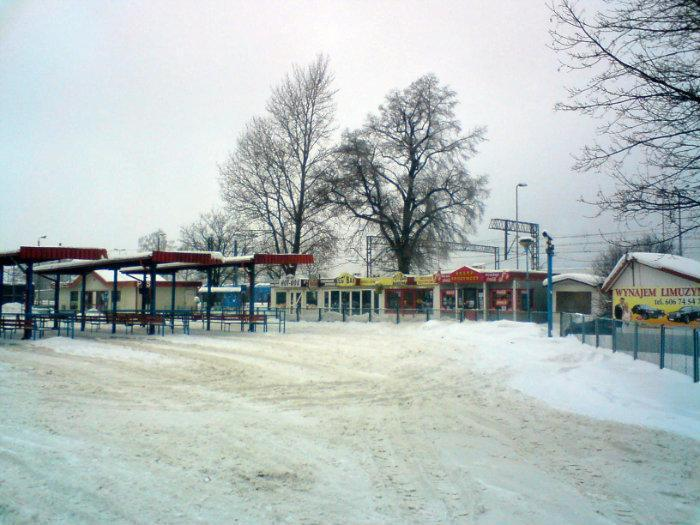
Dworzec autobusowy w Wejherowie – rok 2010
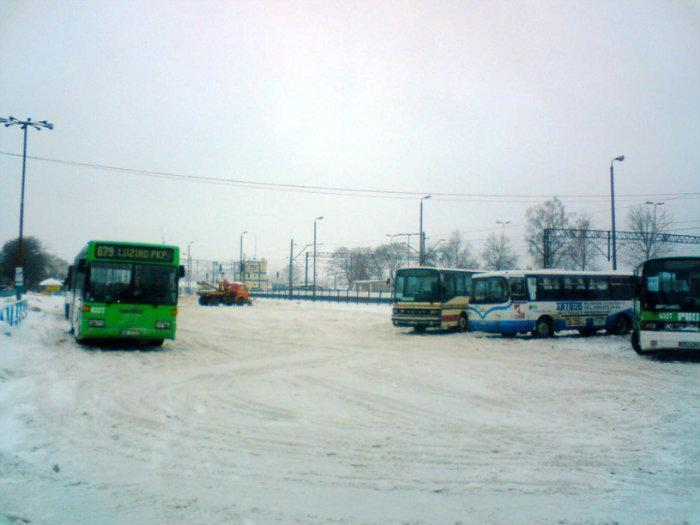
Dawny plac manewrowy dworca autobusowego w Wejherowie – rok 2010
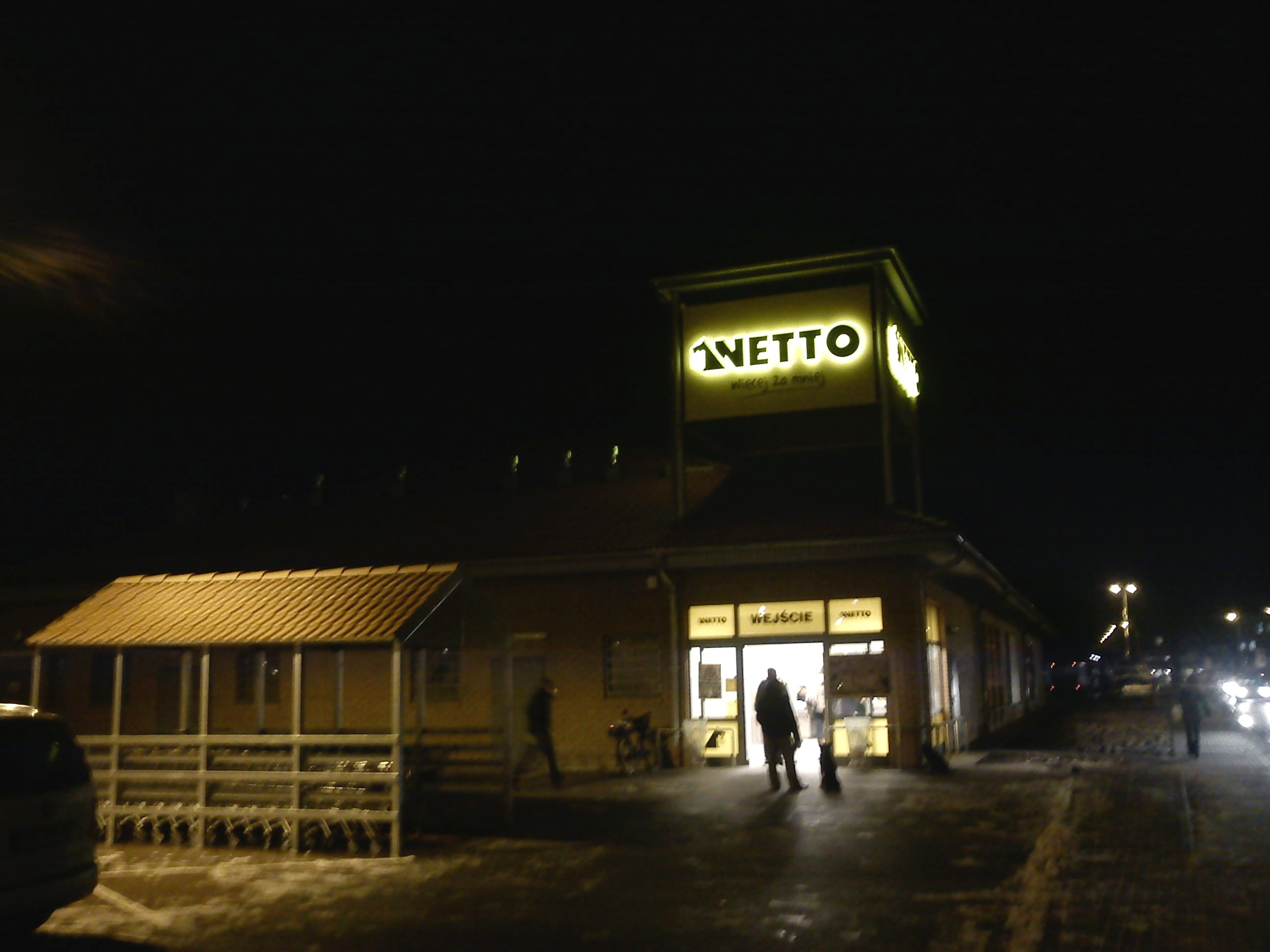
Supermarket Netto wybudowany w miejscu dawnego placu manewrowego
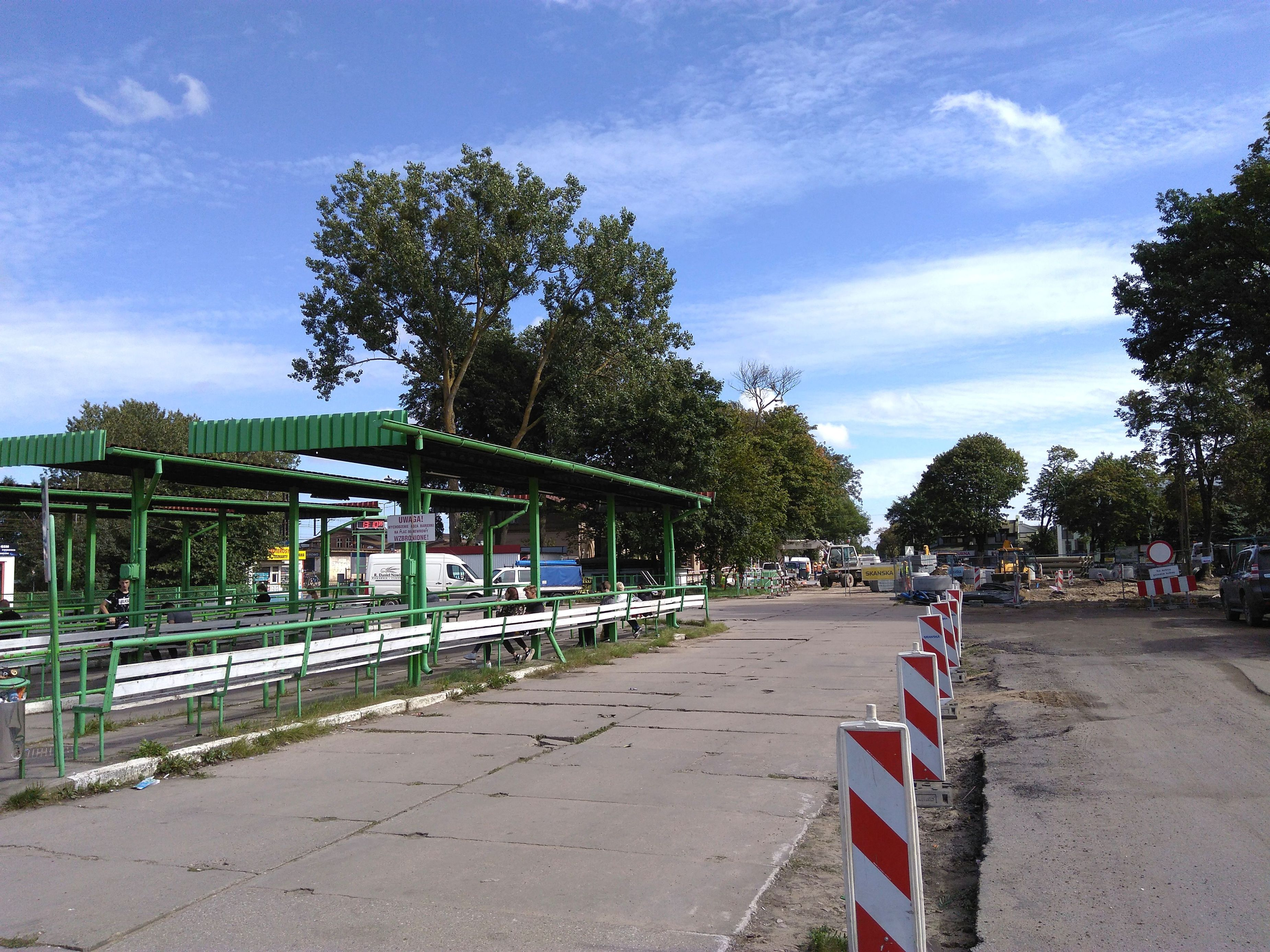
Dworzec autobusowy w Wejherowie podczas przebudowy ulicy Kwiatowej – rok 2017